# 宗教翻译
宗教翻译（Religious Translation）是指对各宗教的经典及其它相关文献的翻译。宗教翻译是最早的翻译实践之一，为各地各语言的译学理论提供了丰富的经验，促进了译学理论的形成。
与其它翻译种类相比，宗教翻译的宗教属性使其具有一些独有的课题，例如宗教经典是否能够翻译，译本是否仍然具有神圣性等，不同宗教对上述问题也有不同的回答。